# 出雲市立今市小学校
出雲市立今市小学校（いずもしりつ いまいちしょうがっこう）は、島根県出雲市今市町にある公立の小学校。

## 概要
今市小学校は、住宅と商店が混在する市街地にあり、北側で出雲交流会館（出雲芸術アカデミー）と出雲市シルバー人材センターが、南側で国道184号に隣接している。出雲市役所、出雲中央郵便局も約300メートルと近く、直線距離で北方向700メートルに国道9号、島根県立中央病院、ゆめタウン出雲ショッピングモールやヤマダデンキなど大型商業施設、飲食店などがある。また、直線距離で南方向800メートルにはJR出雲市駅や一畑電車電鉄出雲市駅がある。
当校の吹奏楽部はコンクールでの受賞経験が多く、全日本吹奏楽コンクール島根県大会では金賞・最優秀を、全日本小学校バンドフェスティバル中国大会では最優秀を受賞している。2019年11月23日の第38回全日本小学生バンドフェスティバルでは、中国ブロック代表として全国大会に出場し銀賞を受賞した。
2018年（平成30年）4月には、出雲市ICT活用教育モデル事業の指定校（児童用タブレット50台導入）となった。2020年4月の児童数は、518名。

### 年表
- 1873年（明治6年）
  - 5月12日 - 島根県神門郡今市村第七番小学校を大念寺に開校
  - 9月 - 大念寺から救恤所跡（新町）に移転
- 1886年（明治19年）10月 - 塚根（塚松）に移転新築
- 1896年（明治29年）4月 - 島根県簸川郡今市町尋常小学校と改称
- 1904年（明治37年）4月 - 島根県女子師範学校附属小学校（代用）となる
- 1928年（昭和3年）11月 - 校旗制定
- 1933年（昭和8年）11月 - 北校舎を新設
- 1941年（昭和16年）
  - 4月1日 - 国民学校令により、島根県簸川郡出雲町今市国民学校と改称
  - 11月3日 - 市制施行により、出雲市が発足、島根県出雲市今市国民学校と改称
- 1947年（昭和22年）
  - 4月10日 - 学制改革により、島根県出雲市立今市小学校と改称
  - 11月30日 - 昭和天皇が北校舎で開催されていた林産物共進会に行幸（昭和天皇の戦後巡幸）[3]。
- 1953年（昭和28年）2月 - 南校舎を北校舎（現在地）へ移転増築
- 1956年（昭和31年）7月 - 後館及び屋内体育館を新築
- 1972年（昭和47年）7月 - プールを設置
- 1979年（昭和54年）3月 - 鉄筋コンクリート造4階建校舎を新築
- 2002年（平成14年）4月 - 完全学校週5日制を開始
- 2007年（平成19年）3月 - 屋内体育館・プールを改築
- 2016年（平成28年）3月 - 南校舎を耐震補強、及び改修建築
- 2018年（平成30年）4月 - 出雲市ICT活用教育モデル事業指定校となる[4]

## 教育目標
心ゆたかに学び合い たくましく生きる子どもの育成 

## 学校行事
| - 4月 入学式、始業式、交通安全教室 - 5月 修学旅行、避難訓練、出雲市小学校陸上競技大会 - 6月 宿泊研修 | - 7月 終業式 - 8月 始業式 - 9月 体育会 | - 10月 - 11月 学習発表会 - 12月 終業式 | - 1月 始業式、全校なわとび集会 - 2月 6年生を送る会 - 3月 卒業式、終了式 |

## クラブ活動
- 生け花クラブ
- エコクッキングクラブ
- 将棋クラブ
- 吹奏楽部
- 百人一首クラブ
- DIYクラブ
- サッカークラブ
- 散歩クラブ
- 水泳部
- 体操部
- ニュースポーツクラブ
- バスケットボールクラブ
- バドミントンクラブ
- フラッグフットボールクラブ

## 通学区域
出雲市教育委員会では、住所で小中学校の校区を指定しており、今市小学校への通学区域は以下となる。
ただし、保護者の就労の都合で保育が困難な場合や児童生徒の身体の障がい等により、指定学校に通学することが困難な場合などは指定学校の変更を申し出ることができる。
- 今市町、今市町北本町、今市町南本町、駅北町、駅南町一丁目から三丁目

## 進学先中学校
- 出雲市立第一中学校[7]。

## 校区内の主な施設
- 出雲交流会館（出雲芸術アカデミー）
- 出雲市シルバー人材センター
- 市営プール
- 出雲市役所
- 出雲中央郵便局
- 出雲郵便局
- 出雲市立中央保育所
- 出雲市立中央幼稚園
- 出雲市立今市幼稚園
- 島根県立出雲高等学校
- 今市コミュニティセンター
- 出雲市保健センター
- 出雲科学館
- JR西日本山陰本線出雲市駅
- 一畑電車北松江線 電鉄出雲市駅
- 一畑電車北松江線  出雲科学館パークタウン前駅

## 交通
- JR西日本山陰本線 出雲市駅または、一畑電車北松江線 電鉄出雲市駅から北に徒歩で約13分（1キロメートル）